# 柿田裕太
柿田 裕太（かきた ゆうた、1992年8月27日 - ）は、長野県松本市出身 の元プロ野球選手（投手）。右投右打。

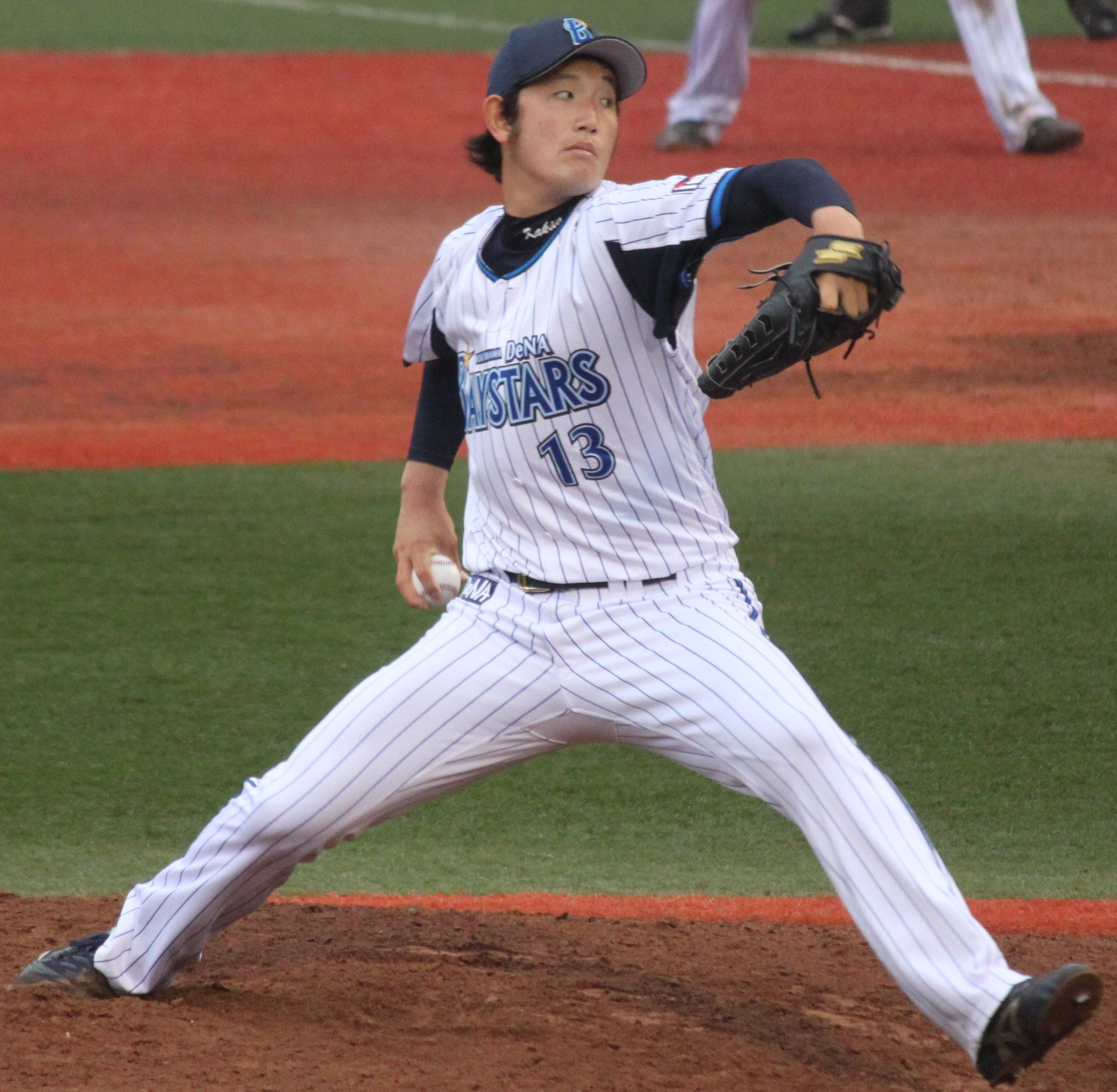
2014年5月5日、横須賀スタジアムにて

## 経歴

### プロ入り前
小学校1年から野球をはじめ、明善中時代は「松本南シニア」に所属。松本工時代は、1年秋からエースとなり背番号1を背負う。3年夏の県予選では延長3試合を含む6試合を全て一人で投げきり、松本工を春夏通じて初めての甲子園に導いた。しかし甲子園では初戦の九州学院戦で5回12失点と乱調、プロ志望を表明していたが指名されなかった。
高校卒業後、日本生命に入社し、同社硬式野球部に所属。2年目は日本選手権で3試合登板、3年目からは先発の一角を任され、最速145キロ、平均140km/h前後の速球を中心に、カーブ、フォーク、ツーシームといった変化球と、強気の内角攻めを持ち味とする投手へと成長した。
2013年のプロ野球ドラフト会議で、横浜DeNAベイスターズから1巡目で指名され入団。背番号は「13」。DeNAは1位指名の松井裕樹をくじ引きで外した後の指名で、阪神タイガース、北海道日本ハムファイターズとのくじ引きの末、交渉権を引き当てた。またこの年のドラフト会議では、柿田を含め日本生命の選手4人（小林誠司、吉原正平、井上晴哉）がプロから指名を受け、入団している。

### 横浜DeNA時代
2014年はルーキーながら一軍キャンプスタートを切ったものの、キャンプ中に右肘を故障し二軍に降格。そのまま、開幕を二軍（イースタン・リーグ）で迎えた。7月17日に行われたフレッシュオールスターゲームのイースタン代表選手に選出。中継ぎで登板し、2回を無安打に抑えた。8月29日に神奈川県内で自動車を運転中に車との当て逃げ事故を起こし、届け出なかったとして神奈川県警に事情聴取を受け、9月9日に球団から1週間の謹慎処分（同乗していた同僚の山下峻・関根大気は3日間の同処分）と無期限の運転禁止処分を受けた。この年は二軍で13試合に登板し、7勝5敗、防御率3.93だった。
2015年4月28日に、「侍ジャパン大学日本代表 対 NPB選抜」のNPB選抜にチームから唯一選出された。一軍公式戦への登板機会は無く、二軍では18試合の登板で、5勝3敗1セーブ、防御率3.88だった。
2016年も一軍登板がなく、二軍では13試合の登板で5勝1敗1セーブ、防御率5.29だった。シーズン終了後の10月30日に背番号が「91」となることが発表された。
2017年にも一軍公式戦への登板がなく、二軍でも5試合で防御率14.54の成績に終わり10月5日に球団から戦力外通告された。結局、DeNA時代は一度も一軍（セントラル・リーグ）公式戦で登板することはできなかった。
11月15日の12球団合同トライアウト（MAZDA Zoom-Zoom スタジアム広島）に参加し、対戦打者4人全員を三振に抑えたが、獲得する球団は現れず現役引退。
その後はIT関連の企業で働いている。

## 選手としての特徴
左足を高々と上げる投球フォーム から最速146km/hの変化するストレート を軸にスライダーやカーブ、フォーク、ツーシームなど多彩な変化球を投げ分ける。

## 詳細情報

### 年度別投手成績
- 一軍公式戦出場なし

### 背番号
- 13 （2014年 - 2016年）
- 91 （2017年）